# LauncherOne
LauncherOne est un lanceur léger développé par la société américaine Virgin Orbit, filiale de Virgin Group, pouvant placer en orbite basse une charge utile d'environ 500 kg. Le lanceur est conçu pour être largué à haute altitude par un avion gros porteur Boeing 747-400. Il comporte deux étages dont la propulsion est assurée par des moteurs-fusées à ergols liquides. La conception du lanceur, entamée en 2012, a débouché, après un échec d'un vol d'essai le 25 mai 2020, sur un premier succès le 17 janvier 2021.

## Historique

### Contexte
Les lancements aéroportés présentent plusieurs avantages comparés à un lanceur traditionnel. Ils ne nécessitent pas de construire de couteuses installations de lancement au sol, et permettent plus de flexibilité, le lanceur pouvant être envoyés depuis plusieurs endroits de la planète, selon la mission. De plus, l'avion permet à la fusée d'être lancée en ayant déjà de l'altitude et de la vitesse, permettant donc d'économiser du carburant et donc d'avoir une charge utile plus importante.
Le premier lanceur orbital de ce genre est Pegasus, de la société Orbital Sciences, dont le premier vol eut lieu le 5 avril 1990, et qui a réalisé actuellement plus de 45 vols. Quelques autres projets de lanceurs aéroportés furent aussi envisagés, comme le MAKS soviétique, Dassault VEHRA ou encore la Falcon 9 Air, sans jamais voir le jour cependant.
Le développement de LauncherOne prend place dans une période où il est compliqué d'envoyer un micro-satellite en orbite, à cause de la faible disponibilité des lanceurs de l'époque (comme Dnepr), et de leur prix. La demande de lancement de satellite était cependant en augmentation. Il s'agit également d'un contexte de plus en plus grande compétitivité dans l'industrie spatiale, avec l'arrivée du NewSpace. 
L'entreprise Virgin Galactic met en avant la plus grande flexibilité de son lanceur, pouvant être lancé depuis plusieurs continents, sur plusieurs orbites, dans un délais plus court qu'avec un lanceur traditionnel.

### Développement
Le développement d'un lanceur aéroporté a été envisagé par Virgin Galactic dès 2007, bien que les premiers détails techniques n'ont été révélés qu'en 2009. Le projet est public depuis 2012. Initialement la fusée devait être lancée depuis l'avion porteur WhiteKnightTwo développé par la même société pour des vols de tourisme spatial. Plusieurs changements sont apportés par la suite au projet : la charge utile du lanceur passe de 100 à 200 kg en orbite héliosynchrone tandis que l'avion porteur White Knight Two est remplacé par un Boeing 747-400 baptisé Cosmic Girl.  
À partir de 2017, le LauncherOne est developpé et opéré par la nouvelle société Virgin Orbit. 
Une usine est édifiée à Long Beach en Californie. Un contrat géant est signé en 2016 avec le constructeur de la constellation de satellites OneWeb pour 39 lancements mais le contrat est finalement annulé par le client en 2019, entrainant des poursuites judiciaires de la part de Virgin Orbit.

### Échec du premier vol

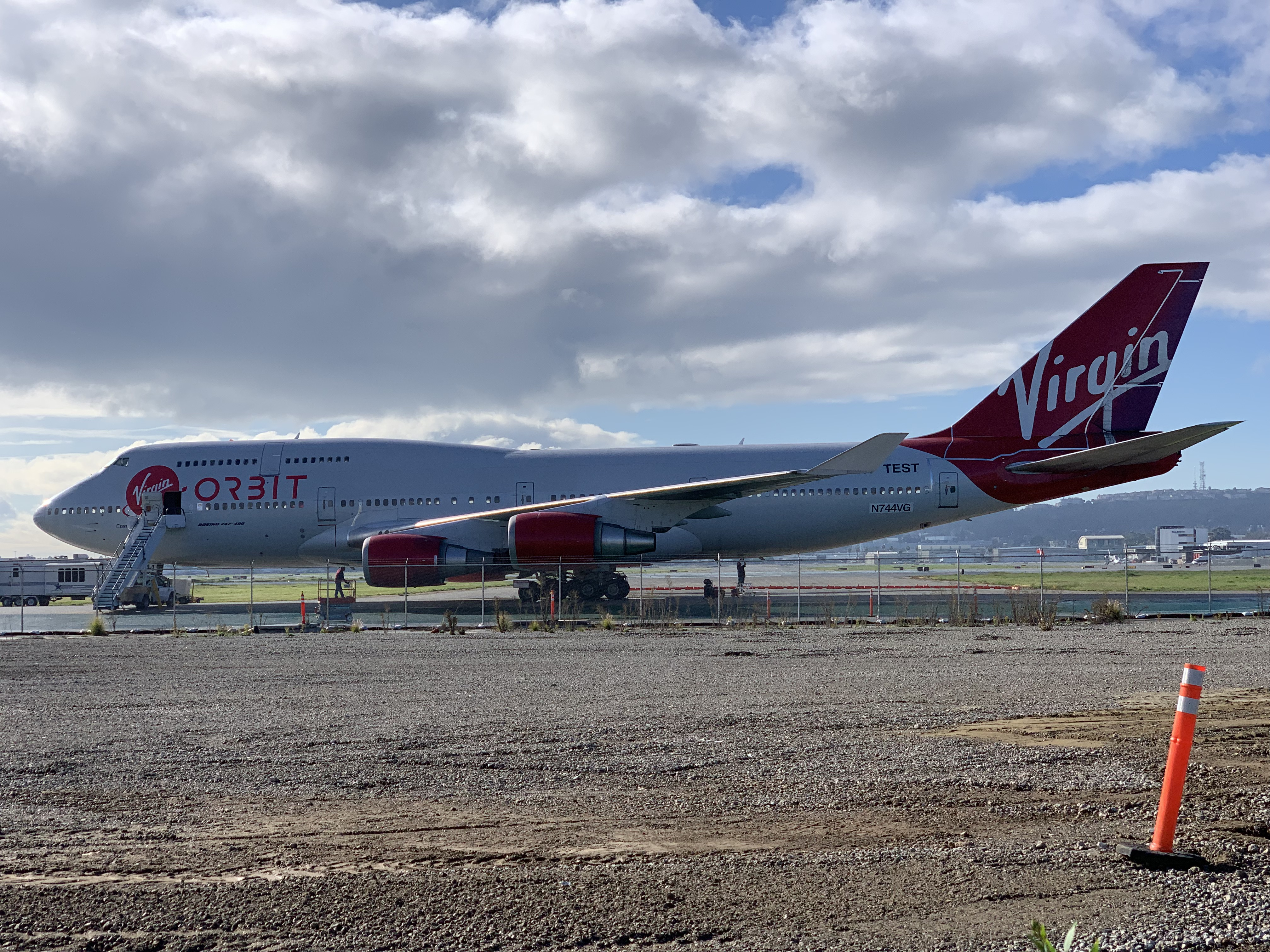
Le B-747 Cosmic Girl aménagé pour le tir de LauncherOne.

Un vol de test du LauncherOne était envisagé pour fin 2019, puis en mai 2020, pour un premier vol commercial au 2e semestre 2020.
Le premier tir a lieu le 25 mai 2020 au large de Los Angeles après un décollage depuis l'aéroport et port spatial de Mojave, mais le résultat est un échec. La société a indiqué : « Nous avons confirmé une libération correcte par l'appareil. Mais la mission s'est terminée peu après le début du vol. Cosmic Girl et notre équipage vont bien et reviennent à la base ». Quelques secondes après l'allumage du moteur-fusée, l'alimentation en oxygène liquide s'est interrompue en raison d'un bris d'équipement et ne parvient pas à maintenir la propulsion de la fusée.

### Succès du second vol
Son second tir se déroule avec succès le 17 janvier 2021 et met en orbite dix CubeSats du programme Educational Launch of Nanosatellites de la NASA. L'avion décolle à 10 h 38 PST (18 h 38 UTC) et le lancement a lieu à 11 h 39 PST (19 h 39 UTC), soit à un peu moins de la moitié de la fenêtre de lancement de quatre heures qui s'est ouverte à 10 h 0 PST (18 h 0 UTC). La fusée LauncherOne est dédiée à Eve Branson, la mère du fondateur du groupe Virgin, Richard Branson, décédée des complications liées à la Covid-19 le 8 janvier 2021, à l’âge de 96 ans[réf. nécessaire].

## Caractéristiques techniques
LauncherOne est un lanceur aéroporté de petite taille qui est conçu pour être largué à une altitude d'environ 10 km. Cette technique permet d'accroître les performances et d'adapter le site de lancement (mobile par définition) aux objectifs de l'engin spatial à satelliser. Le lanceur long d'environ 16 mètres et d'une masse de 25 tonnes comporte deux étages :

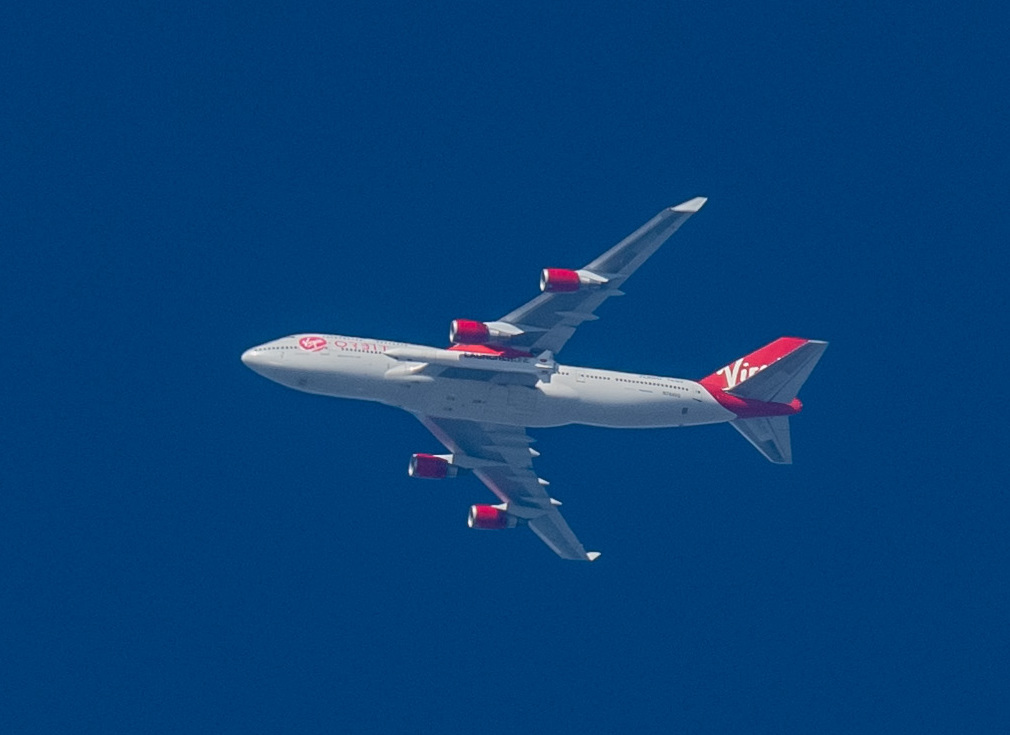
La fusée LauncherOne accrochée au Boeing 747 Cosmic Girl avant son premier lancement réussi le 17 janvier 2021.

- Le premier étage d'un diamètre de 1,8 mètre est propulsé par un moteur-fusée NewtonThree (N3) d'une poussée de 327 kN dans le vide, brûlant un mélange de kérosène et d'oxygène liquide. Le moteur est alimenté par une turbopompe.
- Le deuxième étage, d'un diamètre de 1,5 mètre est propulsé par un moteur-fusée NewtonFour de 22 kN de poussée.

## Performances
Le lanceur permet de placer en orbite terrestre basse jusqu'à 500 kg (altitude 200 km et inclinaison orbitale de 28,5°) et en orbite héliosynchrone jusqu'à 300 kg (altitude 500 km). Le volume interne de la coiffe comporte une partie cylindrique d'un diamètre de 1,36 m et d'une hauteur de 2,28 m. La hauteur hors tout de la coiffe est de 3,63 m.

## Prix et comparaison avec les autres lanceurs légers
Le prix catalogue du lanceur est de 12 millions US$. LauncherOne est en concurrence avec plusieurs lanceurs américains de la même catégorie :
| Lanceur                                    | Prix (millions US$) | Charge utile (kg) (orbite basse) | Prix au kg (US$) | Charge utile (kg) (orbite héliosynchrone 500 km) | Prix au kg (US$) | Statut du lanceur (avril 2023)     |
| ------------------------------------------ | ------------------- | -------------------------------- | ---------------- | ------------------------------------------------ | ---------------- | ---------------------------------- |
| Terran 1                                   | 12                  | 1 250                            | 9 600            | 900                                              | 13 333           | Retiré du service                  |
| LauncherOne                                | 12                  | 500                              | 24 000           | 300                                              | 40 000           | Opérationnel                       |
| Electron                                   | 7,5                 | 300                              | 25 000           | 200                                              | 37 500           | Opérationnel                       |
| Firefly Alpha                              | 15                  | 1 000                            | 15 000           | 600                                              | 25 000           | Opérationnel                       |
| RS1                                        | 12                  | 1 350                            | 8 888            | 1000                                             | 12 000           | En attente d'un premier vol réussi |
| SpaceX Rideshare (Falcon 9, lanceur moyen) | 1,1                 |                                  |                  | 200                                              | 5 500            | Opérationnel                       |

## Historique des lancements
En avril 2023, Virgin Orbit prévoyait toujours de poursuivre les vols de LauncherOne malgré s'être placé sous la protection de ses créanciers. La société est cependant vendue aux enchères peu après et cesse définitivement son activité.
| Vol n°             | Nom | Site de lancement | Date            | Charge utile                                                                                             | Orbite       | Résultat |
| ------------------ | --- | ----------------- | --------------- | --- | ------------ | -------- |
| 1                  | Launch Demo | Mojave            | 25 mai 2020     | Starshine 4 et INTERNSAT                                                                                 | Orbite basse | Échec    |
| 1                  | Extinction prématurée du premier étage juste après l'allumage. La cause de l'échec du premier étage provient du bris d'une conduite hydraulique empêchant l'oxygène liquide de se rendre au moteur-fusée.           |                   |                 | |              |          |
| 2                  | Launch Demo 2 | Mojave            | 17 janvier 2021 | ELaNa 20: CACTUS-1, CAPE-3, EXOCUBE-2, MiTEE, PICS 1, PICS 2, PolarCube, Q-PACE, RadFXSat-2, TechEdSat-7 | Orbite basse | Succès   |
| 2                  | Premier vol réussi et premier lancement aéroporté d'une fusée à ergol liquide. Lancement de 10 satellites pour la NASA                                                                                              |                   |                 | |              |          |
| 3                  | Tubular Bells, Part One | Mojave            | 30 juin 2021    | STP-27VPA (Gunsmoke-J 3, HALO-Net Free Flyer, CNCE Blk 1 x 2), BRIK-II, STORK-4, STORK-5 (MARTA)         | Orbite basse | Succès   |
| 3                  | Mission comprenant 4 satellites du département de la Défense des États-Unis, 2 satellites de SatRevolution et 1 satellite de Spire.                                                                                 |                   |                 | |              |          |
| 4                  | Above the Clouds | Mojave            | 13 janvier 2022 | STP-27VPB (PAN-A & B, GEARRS-3, TechEdSat-13), SteamSat-2, STORK-3, ADLER-1 (Lemur-2 Krywe)              | Orbite basse | Succès   |
| 4                  | Mission incluant 4 satellites du département de la Défense des États-Unis, 2 satellite de SatRevolution et 1 satellite de Spire.                                                                                    |                   |                 | |              |          |
| 5                  | Straight Up | Mojave            | 2 juillet 2022  | CTIM-FD, GPX-2, Gunsmoke-L (Lonestar) × 2, MISR-B, NACHOS-2, Recurve, Slingshot-1                        | Orbite basse | Succès   |
| 5                  | Mission STP-S28A pour la Force Spatiale des États-Unis, comptant 7 satellites. Premier vol nocturne. |                   |                 | |              |          |
| 6                  | Start Me Up | Cornouailles      | 9 janvier 2023  | Prometheus 2A et 2B, Amber-1, ForgeStar-0, Kernow Sat 1, Aman                                            | Orbite basse | Échec    |
| 6                  | Premier lancement depuis le Spatioport Cornouailles et premier lancement à partir du Royaume-Uni pour Virgin Orbit. Une anomalie cause un échec du second étage et le lanceur ne réussit pas à se placer en orbite. |                   |                 | |              |          |
| Lancements annulés | |                   |                 | |              |          |
| -                  | | Mojave            | 2023,           | HYPERSAT-1                                                                                               | Orbite basse | Prévu    |
| -                  | Premier de 6 lancements pour la constellation de satellites d'imagerie hyperspectrale de l'entreprise HyperSat |                   |                 | |              |          |
| -                  | | Mojave            | 2023            | QPS-SAR-5                                                                                                | Orbite basse | Prévu    |
| -                  | Satellite d'observation de la Terre |                   |                 | |              |          |
| -                  | | Mojave            | 2023            | Plusieurs satellites                                                                                     | Orbite basse | Prévu    |
| -                  | Satellites d'observation de NorthStar et Spire Global |                   |                 | |              |          |
| -                  | | Mojave            | 2023            | STP-S28C                                                                                                 | Orbite basse | Prévu    |
| -                  | |                   |                 | |              |          |

## Statistiques de lancement
| 1 2 3 4 5 6 2020 2021 2022 2023 - Échec - Échec partiel - Succès - Prévu | 0,5 1 1,5 2 2,5 3 2020 2021 2022 2023 - Mojave - Cornouailles |

### Documentation
- (en) Guide de référence utilisateur